# Mary Wilson, baronessa Wilson di Rievaulx
Gladys Mary Wilson, baronessa Wilson di Rievaulx   nata Baldwin (Diss, 12 gennaio 1916 – Londra, 6 giugno 2018), è stata una poetessa inglese, meglio conosciuta come la vedova dell'ex primo ministro britannico Harold Wilson, che prestò servizio dal 1964 al 1970 e di nuovo dal 1974 al 1976.

## Biografia
È nata a Diss, Norfolk, come figlia del Rev. Daniel Baldwin, che era un ministro congregazionalista e di sua moglie Sarah Bentley. Frequentò un collegio al Milton Monte College, vicino a Crawley, partendo nel 1932 per frequentare un corso di segreteria in Cumbria per due anni.
Ha sposato Harold Wilson il 1º gennaio 1940. Lei e Wilson hanno avuto due figli, Robin (5 dicembre 1943) e Giles (1948).

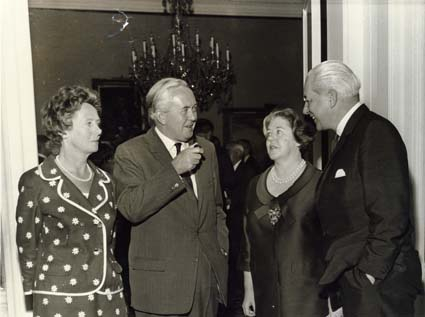
Harold e Zara Holt con Harold e Mary Wilson nel 1967.

Nel 1970, fu pubblicato il suo volume di poesie, Selected Poems, e, nel 1976, Wilson fu una dei tre giudici per il Man Booker Prize, gli altri giudici furono Walter Allen e Francis King. Secondo l'Harold Wilson Dictionary of National Biography, scritto da Roy Jenkins, Mary Wilson non era soddisfatta della vita di moglie di un politico.
Mary rimase vedova il 24 maggio 1995, quando Harold morì di cancro del colon-retto e malattia di Alzheimer dopo 10 anni di malattia. Dal 2007 vive a Westminster, vicino a Downing Street.
Nel 2013, a 97 anni, ha accettato un invito a partecipare al funerale di Margaret Thatcher. Era la moglie più anziana vivente di un ex primo ministro britannico.
Mary è morta il 6 giugno 2018 per un ictus a Londra all'età di 102 anni. Era la moglie più longeva di un primo ministro britannico registrata e la prima a diventare centenaria.

## Titoli
- Miss Mary Baldwin (1916-1940)
- Mrs Harold Wilson (1940-1976)
- Lady Wilson (1976-1983)
- The Rt Hon Baronessa Wilson di Rievaulx (1983-2018)